# 邁克爾·凱曼
邁克爾·阿諾德·凱曼（英語：Michael Arnold Kamen，1948年4月15日—2003年11月18日）是美國作曲家、管弦樂編曲家、管弦樂指揮家及錄音樂師，因跨足電影配樂而聞名。

## 早年
凱曼出生於美國紐約市，在家裡四個兒子中排行第二。他的父親索爾·凱曼是一名牙醫，母親哈莉特則是位教師。在紐約市音樂與藝術高級中學求學時，邁克爾·凱曼結識了馬汀·福特曼（即馬克·史諾，《X檔案》主題曲的作曲家），成為朋友。凱曼一面在校研習雙簧管，課餘則和同學福特曼與多利安·魯尼茲基（Dorian Rudnytsky）一起組了一個搖滾古典樂團，取名「紐約搖滾樂合唱團」（New York Rock & Roll Ensemble），穿起晚禮服進行演奏。福特曼和凱曼常在音樂會中場表演雙簧管二重奏。1967年末，樂團在愛麗斯·特莉廳演出時，加入了他們的友人、同時也是同學的珍妮斯·艾恩。高中畢業後，凱曼申請進入朱利亞德學院，留在紐約市深造。

## 外部連結
- （英文）官方网站
- （英文）邁克爾·凱曼在互联网电影资料库（IMDb）上的資料（英文）